# Tapira (kommun i Brasilien, Minas Gerais, lat -19,93, long -46,92)
Tapira är en kommun i Brasilien.   Den ligger i delstaten Minas Gerais, i den sydöstra delen av landet, 500 km söder om huvudstaden Brasília. Antalet invånare är 4 102.
Följande samhällen finns i Tapira:
- Tapira

Omgivningarna runt Tapira är huvudsakligen savann. Runt Tapira är det mycket glesbefolkat, med 2 invånare per kvadratkilometer.